# استدلال
الاستدلال تقرير الدليل لإثبات المدلول، سواء كان ذلك من الأثر إلى المؤثر فيسمى استدلالا آنيا، أو بالعكس ويسمى استدلالا لميا، أو من أحد الأثرين إلى الآخر.

## تعريف إجرائي
الاستدلال هو عملية استخراج جواب أو نتيجة بناء على معلومات معروفة مسبقا وقد تكون صحيحة أو خاطئة.
هناك فرق بين الاستدلال والاستنتاج. فإذا كتبنا ان جميع البشر يموتون وسقراط بشر، فنحن نستنتج ان سقراط يموت. يتم الاستدلال بطريقتين: إما استنتاجية أو استقرائية وتتم دراسة هذه العملية في العديد من الفروع العلمية:
- الاستدلال الإنساني (أي كيف يقوم الإنسان بالاستدلال واستخراج الاستنتاجات) وهو ما يدرس في علم النفس الإدراكي.
- المنطق يدرس قوانين الاستدلال الصحيح.
- علماء الإحصاء يقومون بتطوير الطرق الشكلية للاستدلال بناء على البيانات الكمية.
- باحثو الذكاء الاصطناعي يحاولون تطوير أنظمة استدلال آلية (ذكية).

## الاستدلال الجنائي
هو تمهيد أو تحضير يسبق تحريك الدعوى على المتهم يقوم به رجال الضبط القضائي (جهاز الشرطة) وله صفة شبه إدارية ولكنه يختلف عن التحقيق الذي يعتبر مرحلة جوهرية من مراحل الإجراءات الجنائية فلا يجوز تطبيق محضر الاستدلال على أنه دليل يمكن الاستناد عليه ولا يحرك الدعوى أي إجراء من إجراءات الاستدلال عكس التحقيق الذي يحرك الدعوى بما يترتب عليها من آثار كما أنّ مرحلة الدفاع لا تجوز أثناء الاستدلال لأنّ الشخص الواقع محل الاستدلال لا يعدو أن يكون متهما مثل ما يكون في التحقيق لأنّ ما ينتج عن أعمال الاستدلال لا يعد دليلا قانونيا يمكن الاستناد عليه.

## الاستدلال التراكمي
الاستدلال التراكمي  هو سلسلة من القياسات الحملية، يكون فيها محمول المقدمة الأولى موضوعاً للمقدمة الثانية، وهكذا، وتكون النتيجة مكونة من موضوع المقدمة الأولى ومحمول المقدمة الأخيرة؛ مثل: أ هي ب، ب هي ج، ج هي د، إذاً أ هي د.

## استدلال بالمحال
الاستدلال بالمحال  ويرادف برهان الخلف، ويستعمله أرسطو أحياناً لرد مشكلة إلى أخرى.

## اقرأ أيضاً
- قياس (منطق)